# Огоновиці (Лодзинське воєводство)
Огоновиці (пол. Ogonowice) — село в Польщі, у гміні Опочно Опочинського повіту Лодзинського воєводства.
Населення — 874 особи (2011).
У 1975-1998 роках село належало до Пйотрковського воєводства.

## Демографія
Демографічна структура станом на 31 березня 2011 року:
|          | Загалом | Допрацездатний вік | Працездатний вік | Постпрацездатний вік |
| -------- | ------- | ------------------ | ---------------- | -------------------- |
| Чоловіки | 425     | 97                 | 272              | 56                   |
| Жінки    | 449     | 92                 | 248              | 109                  |
| Разом    | 874     | 189                | 520              | 165                  |